# Erica austronyassana
Erica austronyassana är en ljungväxtart som beskrevs av Alm och T. C. E. Fries. Erica austronyassana ingår i släktet klockljungssläktet, och familjen ljungväxter. Inga underarter finns listade i Catalogue of Life.